# Kollagen-Typ 23α1
Kollagen Typ XXIII, alpha 1 ist ein Kollagen mit einer Transmembrandomäne, das vom Gen COL23A1 codiert wird. Es bildet Homotrimere, die wiederum Kollagenfibrillen vom Typ XXIII formen.

## Eigenschaften

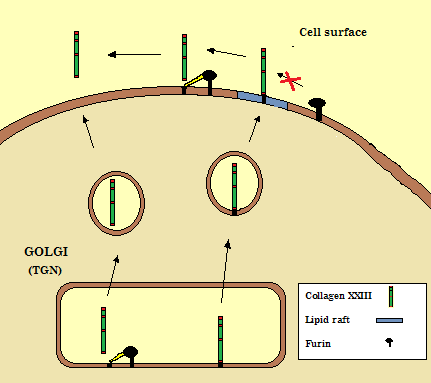
Shedding von Kollagen XXIII in verschiedenen Kompartiments

Kollagen Typ XXIII, alpha 1 besitzt zwei Formen: eine in voller Länge membrangebundene Form und die Ectodomain-Shed-Form. Die Verteilung dieser beiden Formen ist gewebsspezifisch. In Organen wie dem Gehirn überwiegt die Shed-Form, wohingegen in der Lunge die membrangebundene Form bevorzugt wird.
Zellen sind in der Lage, die Menge an Kollagen XXIII in membrangebundener und Shed-Form zu regulieren, um somit die Produktion der jeweiligen Form zu kontrollieren. Aus diesem Grund wird das Shedding als selektive Proteolyse beschrieben, das hauptsächlich durch das Protein Furin durchgeführt wird, aber auch durch Enzyme wie Serin- oder Cysteinproteasen. Wenn sich das Kollagen XXIII innerhalb des Golgi-Apparats befindet, wird das Protein durch das Furin gespalten und so die Shed-Form erzeugt. Diese gelangt in die extrazelluläre Matrix durch Exozytose.
Aber auch die in voller Länge membrangebundene Form kann die Zelloberfläche erreichen, indem diese in die Plasmamembran eingeführt wird. Dabei wird es durch nicht-kollagene, transmembranöse Domänen außerhalb der Zelle stabilisiert. Üblicherweise findet man die membrangebundene Form in Lipid Rafts. Das Furin kann die Kollagen XXIII-Moleküle nicht erreichen, wenn diese sich innerhalb von Lipid Rafts befinden. Dadurch können Kollagen XXIII-Moleküle ihre membrangebundene Form erhalten.
Falls diese Moleküle ihren Lipid-Raft-Schutz verlieren (z. B. durch Abnahme der Konzentration von Cholesterin) kann das Furin diese außerhalb der Zelle spalten und so die Shed-Form direkt in die extrazelluläre Matrix freisetzen.